# Hearts of Iron IV
Hearts of Iron IV este un joc video de război de mare strategie dezvoltat de Paradox Development Studio și publicat de Paradox Interactive. A fost lansat în întreaga lume pe 6 iunie 2016. Este continuarea jocului Hearts of Iron III din 2009 și a patra parte principală din seria Hearts of Iron. Ca și jocurile anterioare din serie, Hearts of Iron IV este un  joc de război de mare strategie care se concentrează pe cel de-al Doilea Război Mondial. Jucătorul poate prelua controlul oricărei națiuni din lume fie în 1936, fie în 1939 și o poate conduce la victorie sau înfrângere împotriva altor țări.
Până în mai 2018, jocul a fost vândut într-un milion de exemplare în întreaga lume.

## Gameplay
Hearts of Iron IV este un  joc de război de mare strategie care se învârte în principal în jurul celui de-al Doilea Război Mondial. Jucătorul poate juca ca orice națiune din lume la datele de începere din 1936 sau 1939 în singleplayer sau multiplayer, deși jocul nu este conceput pentru a depăși 1950. Armata unei națiuni este împărțită între forțe navale, forțe aeriene și forțe terestre. Pentru forțele terestre, jucătorul poate antrena, personaliza și comanda divizii formate din diferite tipuri de infanterie, tancuri și alte unități. Aceste divizii necesită echipament și forță de muncă pentru a lupta în mod corespunzător. Marina și forțele aeriene au nevoie, de asemenea, de oameni și echipamente, inclusiv navele și avioanele de război reale care sunt folosite în luptă. Echipamentele sunt produse de fabricile militare, în timp ce navele sunt construite de șantiere navale. Aceste fabrici militare și șantiere navale sunt, la rândul lor, construite de fabrici civile, care construiesc și o varietate de alte clădiri, produc bunuri de consum pentru populația civilă și supraveghează comerțul cu alte națiuni. Majoritatea națiunilor sunt forțate inițial să dedice un număr semnificativ din fabricile lor civile pentru producerea de bunuri de larg consum, dar pe măsură ce națiunea devine din ce în ce mai mobilizată, mai multe fabrici vor fi eliberate pentru alte scopuri. Mobilizarea este reprezentată ca o „politică” pe care jucătorul o poate ajusta cu cantitatea adecvată de putere politică, o „resursă” abstractă care este, de asemenea, folosită pentru a numi noi miniștri și a schimba alte fațete ale guvernului națiunii. Pe lângă mobilizare, există și alte politici, inclusiv poziția națiunii cu privire la recrutare și comerț.
Pământul din Hearts of Iron IV este împărțit în regiuni minuscule cunoscute sub numele de provincii (numite și țigle), care sunt grupate pentru a forma state. Fiecare stat are o anumită cantitate de sloturi de construcție, sloturi de fabrică și 5 sloturi de infrastructură. Mările și oceanele majore (pentru nave de război) și cerul (pentru avioane de război) sunt împărțite în mod similar în regiuni diferite. Aceste provincii au fiecare un tip de teren alocat, care determină cât de bine vor performa diferitele tipuri de unități în luptă acolo. Diviziile sunt plasate în provincii și pot ataca unitățile inamice din provinciile adiacente. Cât de bine performează diviziile în luptă depinde de diverși factori, cum ar fi calitatea echipamentului lor, vremea, tipul de teren, îndemânarea și trăsăturile generalului care conduce diviziile și moralul ambelor părți. Tehnologiile pot fi cercetate pentru a îmbunătăți echipamentele și pentru a învăța noi doctrine militare, printre altele, ceea ce înseamnă adesea că o națiune mai avansată din punct de vedere tehnologic va avea un avantaj în luptă. Dacă o divizie (sau un grup de divizii) copleșește cu succes o provincie inamică, ei o pot ocupa. Unele provincii pot avea puncte de victorie, care pot împinge o națiune mai aproape de capitulare dacă sunt ocupate. Ocuparea provinciilor cheie în cadrul unui stat permite puterii ocupante să acceseze fabricile și resursele naturale ale inamicului din acel stat. Rezistența la ocupație în cadrul unui stat poate împiedica controlul puterii ocupante asupra acestuia. La sfârșitul jocului, națiunile pot dezvolta bombe nucleare dacă au tehnologia adecvată, care poate fi folosită pentru a devasta provinciile și statele inamice.
Hearts of Iron IV încearcă, de asemenea, să recreeze relațiile diplomatice complexe ale vremii. Națiunile pot întreprinde o varietate de acțiuni diplomatice; pot semna pacte de neagresiune, pot garanta independența altor națiuni și pot oferi sau solicita acces militar, printre altele. O altă caracteristică cheie a diplomației este capacitatea de a crea o facțiune sau de a invita alte națiuni la una existentă. Fracțiunile reprezintă principalele alianțe ale epocii, cum ar fi Axa și Aliații (în scopuri de joc, facțiunile din lumea reală, cum ar fi Axa și Aliații, sunt împărțite în numeroase facțiuni mai mici, cum ar fi Comintern, Frontul Unit Chinezesc și Sfera de co-prosperitate. ). Membrii facțiunii se pot ajuta reciproc în războaie, făcând membrii facțiunii bunuri prețioase. Sunt disponibile și câteva acțiuni diplomatice mai clandestine. De exemplu, jucătorul poate justifica război împotriva altor națiuni, își poate răspândi ideologia în străinătate sau poate organiza o lovitură de stat. Țările în joc pot fi democratice, fasciste, comuniste sau nealiniate. Fiecare dintre cele patru ideologii are avantaje și dezavantaje; de exemplu, națiunile fasciste pot intra cu ușurință în război cu alte țări, dar alte națiuni nu sunt la fel de dispuse să facă comerț cu ele precum sunt cu țările democratice. Dacă o altă ideologie devine prea populară într-o țară, poate fi organizat un referendum care va converti în mod pașnic națiunea la cea mai populară ideologie. În caz contrar, ideologiile pot ajunge la putere în mod violent prin lovituri de stat, războaie civile sau subjugare forțată de către o putere străină.
Această diplomație este extinsă și mai mult prin adăugarea spionajului în expansiunea La Résistance, care extinde jocul în gestionarea teritoriilor ocupate, care se face diferit în funcție de alegerile și ideologia jucătorului. În plus, operarea rețelelor de spionaj permite națiunilor să fure tehnologie, să adune informații despre armata oponenților și să se angajeze în alte eforturi de spionaj.
În timp ce Hearts of Iron IV prezintă unele evenimente scriptate, jocul are un sistem de „accent național” care face ca evenimentele fixe să fie mai puțin necesare decât în versiunile anterioare ale seriei. Fiecare țară din joc are un „arborele de focalizare” cu diverse „accentuări naționale” care acordă anumite efecte sau declanșează evenimente. De exemplu, pentru ca Anschluss să apară, Germania trebuie mai întâi să completeze focalizarea care este legată de acesta. Alte focusuri pot acorda bonusuri speciale, cum ar fi timpi mai rapidi de cercetare pentru anumite tehnologii sau fabrici suplimentare. În timp ce unele bonusuri (cum ar fi fabricile suplimentare) sunt foarte tangibile, altele (cum ar fi îmbunătățirea moralului) sunt mai abstracte. Aceste bonusuri abstracte sunt reprezentate de „spirite naționale” care pot fi temporare sau permanente. Nu toate spiritele naționale sunt acordate prin focusuri și nu toate spiritele sunt în întregime benefice în natură. Focusurile sunt finalizate în timp; se poate lucra la un singur accent deodată, iar lucrul pe unul consumă ceva putere politică. Inițial, doar o mână de națiuni cheie, cum ar fi Germania nazistă, Regatul Unit, Uniunea Sovietică și Statele Unite, aveau arbori focalizați unici; toate celelalte națiuni au împărtășit unul generic. Actualizările și DLC-urile ulterioare au adăugat arbori de focalizare și altor națiuni.
Hearts of Iron IV introduce și conceptul de „tensiune mondială”, o reprezentare abstractă a cât de aproape este lumea de războiul global, pe o scară de la 0 la 100. Acțiunile agresive ale oricărei națiuni pot crește tensiunea mondială, în timp ce acțiunile pașnice pot scădea aceasta. În funcție de circumstanțele unei națiuni, precum și de ideologia lor, un anumit nivel de tensiune mondială poate fi necesar pentru a efectua anumite acțiuni, cum ar fi justificarea războiului împotriva unei alte țări.

## Moduri și expansiuni

### Expansiuni
| Nume                    | Versiune          | Data lansării     | Descriere |
| ----------------------- | ----------------- | ----------------- | --- |
| Together for Victory    | 1.3 "Torch"       | 15 Decembrie 2016 | Together for Victory este expansiune care adaugă conținut la mai multe națiuni din Imperiul Britanic: Canada, Australia, Noua Zeelandă, Africa de Sud și Rajul Britanic. De asemenea, extinde mecanica de joc între statele păpuși și stăpânii lor, cu un sistem de autonomie special care determină gradul de independență al unei națiuni subiect. De asemenea, sunt adăugate caracteristici precum un sistem de împrumut-închiriere extins și partajarea tehnologiei. |
| Death or Dishonor       | 1.4 "Oak"         | 14 Iunie 2017     | Death or Dishonor este expansiune conținut mai multor puteri minore din Europa Centrală și Balcani, care includ Iugoslavia, România, Cehoslovacia și Ungaria, oferind, de asemenea, posibilitatea de a licenția echipamente militare altor țări.Dacă Together for Victory nu este deținut, expansiunea adaugă, de asemenea, niveluri limitate de marionete jocului. După lansarea patch-ului 1.10 „Collie”, conținutul pentru Iugoslavia și România a fost reproiectat. |
| Waking the Tiger        | 1.5 "Cornflakes"  | 8 Martie 2018     | Waking the Tiger este o expansiune care completează cel de-al Doilea Război sino-japonez cu conținut nou pentru Manchukuo controlat de japonezi, precum și pentru China naționalistă și comunistă și un focus tree comun pentru warlordzi chinezi din Guangxi, Yunnan, Ma, Shanxi, și Sinkiang. Expansiunea adaugă, de asemenea, noi oportunități pentru istoria alternativă în arborele central al Germaniei și Japoniei, care au fost extinse și au fost adăugate câteva națiuni formabile noi. În plus, proiectele și politicile speciale pot fi puse în aplicare cu decizii unice, iar în extindere sunt prezente mai multe schimbări în managementul generalilor. |
| Man the Guns            | 1.6 "Ironclad"    | 28 Februarie 2019 | Man the Guns este o expansiune care îmbunătățește aspectul de luptă navală al jocului, deși numeroase alte modificări și funcții noi sunt prezente în expansiune, cum ar fi adăugarea de conținut pentru Țările de Jos și Mexic și, de asemenea, includerea de noi căi alternative pentru Statele Unite. și Regatul Unit. Expansiunea adaugă, de asemenea, combustibil ca resursă separată de petrol și mecanică guvernamentală în exil. |
| La Résistance           | 1.9 "Husky"       | 25 Februarie 2020 | La Résistance este o expansiune care adaugă mecanică de spionaj și ocupație. Inteligența este mult extinsă, în timp ce ocupația și rezistența sunt complet reelaborate. Extinderea include, de asemenea, un arbore de focalizare renovat pentru Franța (atât Liber și Vichy), unul nou pentru Portugalia și doi arbori de focalizare pentru diferitele părți ale Războiului Civil Spaniol, unul pentru naționaliști și unul pentru republicani. De asemenea, permite războiului civil să se transforme într-un conflict mult mai mare. |
| Battle for the Bosporus | 1.10 "Collie"     | 15 Octombrie 2020 | Battle for the Bosforus este o expansiunecare adaugă noi arbori de focalizare unici pentru țările balcanice, cum ar fi Grecia, Bulgaria și Turcia. |
| No Step Back            | 1.11 "Barbarossa" | 23 Noiembrie 2021 | No Step Back este o expansiune care adaugă căi ferate, trenuri blindate, tunuri de cale ferată, un designer de tancuri, cu posibilitatea de personalizare a șasiului, armelor, motoarelor. De asemenea, adaugă un focus tree unic pentru fiecare dintre țările baltice și unul reelaborat pentru Uniunea Sovietică. O actualizare suplimentară gratuită reprogramează focus tree-ul polonez. |

### Moduri
Hearts of Iron IV a fost dezvoltat pentru a fi mai deschis decât jocurile anterioare din serie. Ca urmare, parțial, jocul poate fi modificat mai ușor decât predecesorii săi. Potrivit directorului jocului Dan Lind, 64% dintre jucătorii Hearts of Iron IV folosesc mod-uri. Multe modificări nu schimbă drastic experiența de joc și, ca atare, au devenit pilonii comunității, de exemplu „Conferințele de pace conduse de jucători”, care oferă jucătorului mai mult control asupra rezultatului jocului. De asemenea, o serie de moduri de conversie totală care schimbă dramatic jocul au fost dezvoltate și lansate în multe locuri, cum ar fi Steam Workshop. Unele modificări au avut suficient succes pentru a atrage atenția din partea mass-media, inclusiv următoarele:
- Kaiserreich: Legacy of the Weltkrieg, un mod situat într-o lume în care Puterile Centrale au câștigat Primul Război Mondial. Kaiserreich este considerat cel mai mare și mai profund mod Hearts of Iron IV de mulți membri ai comunității.
- Old World Blues, un mod situat în universul Fallout. Acest mod a fost lăudat pentru reprezentarea eficientă a seriei Fallout într-un cadru de strategie grandioasă.
- The New Order: Last Days of Europe, un mod situat într-o lume în care Puterile Axei au câștigat al Doilea Război Mondial.Modulul a primit laude pentru povestea sa bogată.

Unele moduri au atras, de asemenea, controverse pentru nuanțe rasiste și fasciste, cum ar fi Deus Vult, un mod care adaugă Cavalerii Templieri la joc și, când a fost lansat, le-a permis să comită diverse atrocități.

## Dezvoltare
Hearts of Iron IV a fost anunțat în 2014 și a fost inițial programată pentru o lansare la sfârșitul anului 2015. La  expoziția E3 2015, directorul de creație Johan Andersson a confirmat că jocul va fi anulat din fereastra de lansare inițială, noua dată de lansare fiind programată pentru primul trimestru din 2016. Aceasta a fost o încercare de a rezolva mai multe probleme întâlnite cu jocul. În martie 2016, a fost anunțat că jocul, construit cu Clausewitz Engine, va fi lansat pe 6 iunie 2016, care a fost cea de-a 72-a aniversare de la debarcarea în Normandia.